# Conversión de energía solar

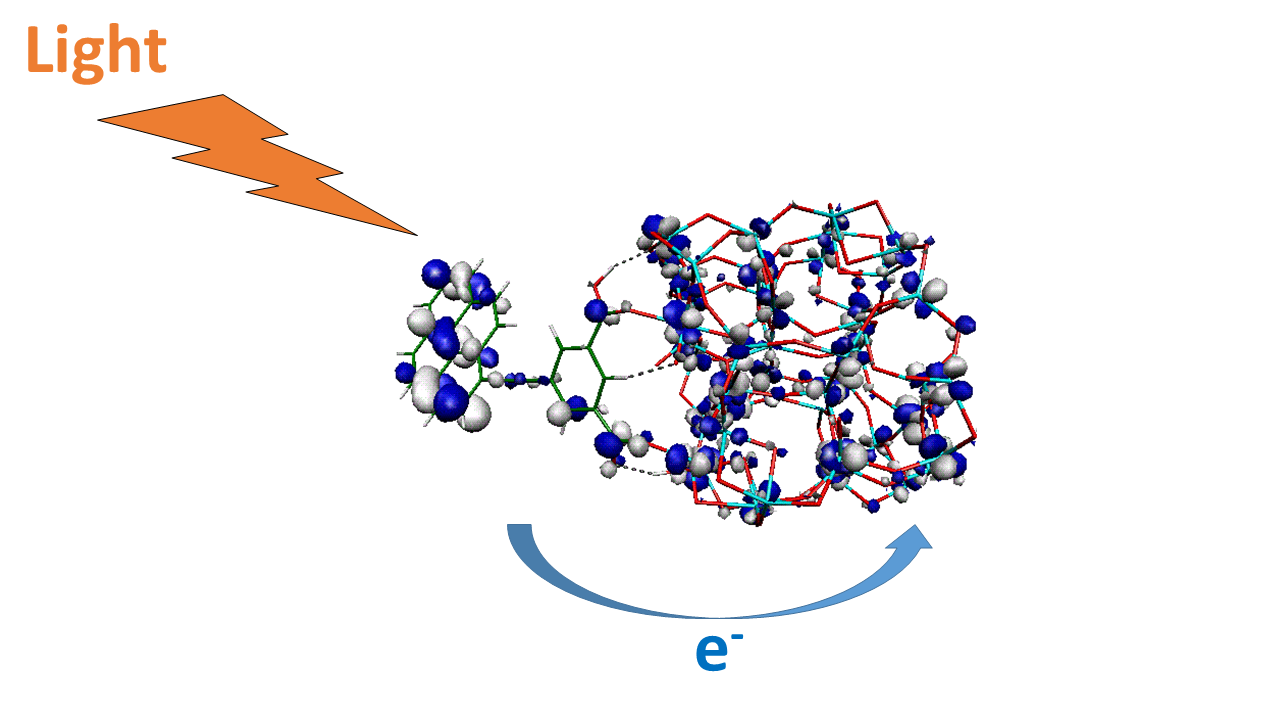
Cálculo de fotoelectroquímica cuántica de la transferencia de electrones interfaciales fotoinducidos en una celda solar sensibilizada con colorante.

La conversión de energía solar describe las tecnologías dedicadas a la transformación de la energía solar a otras formas de energía útiles, incluyendo electricidad, combustible, y calor. Abarca las tecnologías de captación de luz que incluyen dispositivos fotovoltaicos semiconductores tradicionales (PVs), producción de combustibles solares vía electrólisis, fotosíntesis artificial, y formas relacionadas de fotocatálisis dirigidas a la generación moléculas ricas en energía.
Aspectos electro-ópticos fundamentales en varias tecnologías de conversión de energía solar emergentes para la generación de ambas electricidades, fotovoltaica y de combustibles solares constituyen una área activa de investigación actual.

## Historia
Las celdas solares empezaron en 1876 con William Grylls Adams junto con uno de sus estudiantes de pregrado. El científico francés Edmond Becquerel fue el primero en descubrir el efecto fotovoltaico en el verano de1839. Él teorizó que ciertos elementos de la tabla periódica, tales como el sílice, reaccionaban a la exposición de luz solar en formas muy inusuales. La potencia solar es creada cuando la radiación solar es convertida en calor o electricidad. El ingeniero eléctrico inglés Willoughby Smith, entre 1873 y 1876, descubrió que cuando el selenio es expuesto a la luz, producía una gran cantidad de electricidad. El uso de selenio fue altamente ineficiente, pero esto demostró la teoría de Becquerel de que la luz podría ser convertida en electricidad a través del uso de varios semi-metales de la tabla periódica, que más tarde fueron etiquetados como materiales fotoconductores. En 1953, Calvin Fuller, Gerald Pearson, y Daryl Chapin descubrieron que el uso de silicio para producir celdas solares era extremadamente eficiente y producía una carga neta que excedía por mucho a aquella producida por el selenio. Hoy en día la energía solar tiene varios usos, desde calefacción, producción eléctrica, procesos termales, tratamiento de agua y almacenamiento de energía que es muy frecuente en el mundo de la energía renovable.

## Antecedentes
Para la década de 1960 la energía solar era el estándar para propulsar satélites espaciales. A inicios de la década de 1970, la tecnología de celdas solares se volvió más barata y más accesible ($20/vatio). Entre 1970 y 1990, la energía solar se volvió más comercialmente operativa. Cruces de ferrocarril, torres de perforación, estaciones espaciales, torres de microonda, aeronave, etc. Ahora, las casas y los negocios en todo el mundo utilizan celdas solares para alimentar dispositivos eléctricos con una amplia variedad de usos. La energía solar es la tecnología dominante en el campo de las energías renovables, principalmente debido a su alta eficiencia y rentabilidad. Para inicios de la década de 1990, la conversión fotovoltaica había alcanzado un nuevo nivel sin precedentes. Los científicos utilizaban celdas solares construidas de materiales fotovoltaicos de alta conductividad como el galio, indio, fosfuro y arseniuro de galio que incrementaron la eficiencia total por encima del 30%. Para el final del siglo, los científicos crearon un tipo especial de celdas solares que convertían más del 36% de la luz solar que recolectaban en energía útil. Estos desarrollos construyeron l sol  recoja a energía utilizable. Estos desarrollos generaron un tremendo impulso no solo para la energía solar, sino para las tecnologías de energñia renovable en todo el mundo.

## Producción de electricidad

Esquema de montaje de una red de captación fotovoltaica

La energía fotovoltaica (PV) utiliza celdas solares de sílice para convertir la energía de la luz solar en electricidad. Opera bajo el efecto fotoeléctrico el cual resulta ne la emisión de electrones. La energía solar concentrada (Concentrated Solar Power - CSP) utiliza lentes o espejos y sistemas de rastreo para enfocar una área grande de luz solar en un rayo pequeño. Se anticipa que la energía solar será la fuente de electricidad más grande del mundo para el 2050.  Plantas de energía solar, tales como Ivanpah Solar Power Facility en el desierto de Mojave produce más de 392MW. Los proyectos solares que superan 1 GW (mil de millones vatios) están en desarrollo y se prevé que sean el futuro de la energía solar en los EE. UU.[cita requerida]

## Energía térmica
El calor recogido del sol es altamente intensivo y radioactivo. El sol bombardea la Tierra con miles de millones nanoparticulas cargadas con una inmensa cantidad de energía almacenada en ellos. Este calor puede ser utilizado para calefacción de agua, calefacción de espacios, enfriamiento de espacios y procesos de generación de calor. Muchos sistemas de generación de vapor se han adaptado para utilizar al sol como fuente primaria para calentar agua de alimentación, un desarrollo que ha incrementado bastante la eficiencia general de las calderas y de muchos otros tipos de sistemas de recuperación de calor residual. Las cocinas solares usan la luz solar para cocinar, para secado o para pasteurización. La destilación solar se usa para procesos de tratamiento de agua para producir agua potable, que ha sido un factor muy poderoso para proporcionar herramientas a los países necesitados mediante el uso de tecnología avanzada. 

## Desarrollo económico
La conversión de energía solar tiene el potencial de ser una tecnología muy rentable, es más barata comparada con las fuentes de energía no convencionales. Los usos de la energía solar Archivado el 21 de septiembre de 2020 en Wayback Machine. ayudan a incrementar el empleo y el desarrollo de los sectores de transporte y agricultura. Las instalaciones solares se están convirtiendo cada vez más baratas y más fácilmente disponibles para países donde la demanda de energía es alta, pero el suministro es bajo debido a circunstancias económicas. Una planta solar eléctrica de 1 GW puede producir casi 10 veces más energía que una planta eléctrica a combustibles fósiles y cuyo costo sería el doble para instalación. Se ha proyectado que las plantas de energía solar serán las líderes en la producción de energía para el año 2050.

### Acceso rural a la energía
La conversión de energía solar tiene el potencial de muchos impactos sociales positivos, especialmente en áreas rurales que previamente no habían tenido acceso a la red de energía. En varias áreas fuera del alcance de la red, la conversión solar eléctrica es la forma de más rápido crecimiento en la adquisición de energía. Esto es especialmente cierto en latitudes dentro 45° al norte o al sur del ecuador, donde la radiación solar es más constante a lo largo del año y donde vive la mayoría de la gente del mundo en desarrollo. Desde una perspectiva de salud, los sistemas domésticos solares pueden reemplazar las lámparas de queroseno (frecuentes en las áreas rurales), que pueden causar incendios y emiten contaminantes como el monóxido de carbono (CO), óxidos nítricos (NOx), y dióxido de azufre (SO2) que afectan adversamente a la calidad del aire y pueden causar el deterioro de la función pulmonar e incrementar la tuberculosis, asma, y riesgos de cáncer. En tales áreas, se ha demostrado que el acceso a la energía solar a los residentes rurales ahorra tiempo y dinero necesarios para comprar y transportar queroseno, así como también incrementa la productividad y alargando las horas trabajo.
Además del acceso a la energía, estas comunidades obtienen independencia energética, lo que significa que no dependen de un proveedor de electricidad externo. El concepto de independencia energética es relativamente nuevo; para la vasta mayoría del siglo XX, los análisis de energía eran puramente técnicos o financieros y no incluyeron análisis de impacto social. Un estudio de 1980 concluyó que el acceso a la energía renovable promovería valores conducentes a un mayor beneficio social en oposición a la promoción personal. Mientras algunos académicos argumentan que históricamente los partidos en el control de las fuentes de energía son los que crean jerarquías sociales, este tipo de análisis se volvió menos “radical” y más convencional después de  la introducción de tecnologías que habilitaron la conversión de energía solar. .[cita requerida]

### Comunidad solar
La conversión de energía solar puede impactar no sólo a los clientes individuales sino también a comunidades enteras. En un número creciente de barrios a lo largo de América, el modelo convencional de instalaciones de techos independientes y no interconectados está siendo reemplazado por microrredes solares de tamaño comunitario (community sized solar microgrids). La idea de “parque solar comunitario” se hizo popular a causa de los problemas relacionados con el almacenamiento de la energía. Porque a partir del 2018 la producción a gran escala de baterías de ion-litio y otras tecnologías de almacenamiento están rezagadas con respecto al progreso de instalaciones fotovoltaicas en tejados. Un obstáculo principal que impide un cambio a escala nacional a la generación de energía solar utilizando los tejados es la falta de un sistema de almacenamiento de energía confiable para una sola casa que podría proveer contingencias para uso nocturno, nubosidad, restricciones y apagones. Además, el financiamiento de instalaciones solares viviendas unifamiliares puede ser más difícil de asegurar dado el alcance más pequeño del proyecto y la falta de acceso a fondos. Una alternativa viable es conectar bloques de viviendas juntas en una microrred comunitaria, usando grandes instalaciones de almacenamiento con más confiabilidad, reduciendo así las barreras a la adopción de tecnología solar. En algunos casos, una microrred “web” está hecha para conectar cada tejado independiente a un dispositivo/instalación de almacenamiento más grande. Otros diseños, principalmente donde la instalación en los tejados no son posibles, muestran una combinación degrandes redes solares + instalaciones de almacenamiento locaizadas en un sitio adyacente. Como impacto social añadido, esta forma de instalación hace a la energía solar económicamente viable para hogares multifamiliares y vecindarios que históricamente tienen bajos ingresos económicos. .

### Deserción de la red (convencional)
Un potencial inconveniente socioeconómico asociado con la conversión de energía solar es la interrupción del modelo de negocios de la empresa de servicio eléctrico. En América, la viabilidad económica de los servicios públicos de “monopolio” regional se basa en la gran conjunción de clientes locales que equilibran la carga variable de cada uno. Por tanto, la instalación extendida de sistemas solares en tejados que no están conectados a la red representa una amenaza a la estabilidad del mercado de servicios públicos. Este fenómeno se conoce como Deserción de la Red (Grid defection). La presión a las empresas de servicios públicos es agravada por una infraestructura de red envejecida que aún no se ha adaptado a los nuevos retos que plantean las energías renovables (principalmente con respecto a la inercia, el flujo de potencia inverso y esquemas de protección de relés). Aun así, algunos analistas presentan el caso de que con el firme aumento en desastres naturales (que pueden destruir infraestructuras de red vitales), las instalaciones solares de microrredes pueden ser necesarias para asegurar el acceso a energía de emergencia. Este énfasis en la preparación para contingencias se ha expandido dramáticamente en el mercado de energía fuera de la red en años recientes, especialmente en áreas propensas a desastres naturales.[cita requerida]

## Impacto medioambiental
Las instalaciones pueden destruir y/o reubicar hábitats ecológicos al cubrir grandes tramos de tierra y promover la fragmentación del hábitat. Las instalaciones solares construidas en las reservas nativas americanas han interrumpido prácticas tradicionales y han tenido también impactos negativos en el ecosfera local.